# 馮學颺
馮學颺（1744年—？），字翊贊，號桂平，四川順慶府鄰水縣人，清朝政治人物。乾隆三十一年丙戌科進士，曾任山東德平縣、奉天府寧海縣知縣、四川潼川府儒學教授。

## 生平
乾隆三十年（1765年）乙酉科舉人，乾隆三十一年（1766年）丙戌科三甲第一百三十七名進士。乾隆四十四年（1779年）任山東濟南府德平縣知縣，上任不到一年，以母病逝，歸里服喪，服闕，補奉天府寧海縣知縣。任職十餘年，政通人和，判事明決，知府極賞其才能，尤加器重，但其性平穩，淡於仕宦，乾隆五十八年（1793年）請求告病例歸。回籍後訓課弟子及族中能文者。病愈後自願改教職，嘉慶五年（1800年）六月選任潼川府儒學教授。在外任官二十餘年，不攜家眷，不許子侄隨往，孑然一生，年八十歲猶把卷不倦。喜制義及詩文，常操管作詩文自樂。

## 家族
祖父馮天玫；祖母陳氏應；父馮開疆；母張氏舜。子馮錦春、馮堯春、馮春臺。孫馮樹封（拔貢）；趙晸熙。